# 台30線
台30線為臺灣的一條省道，自花蓮縣卓溪鄉山風起，經玉里鎮與富里鄉至臺東縣長濱鄉僅那鹿角，全長35.433公里；其中台30線自玉里鎮玉里大橋至安通路段與台9線共線，後經富里鄉安通至臺東縣長濱鄉僅那鹿角路段名為玉長公路。
- 瓦拉米步道口是台30線0K起點之處。
- 玉長公路在花蓮安通端的入口。
- 玉長隧道是台30線通過海岸山脈之最高點。

## 玉長公路
玉長公路（玉里－長濱）全長16.22公里，其中最艱鉅的一項工程，就是貫穿海岸山脈、全長2660公尺的玉長隧道。本路為第六條穿越海岸山脈之通道，在通車之前，自玉里地區前往花東海岸，必須北上至瑞穗取道花64線（瑞港公路）。或是南下經富里銜接台23線（富東公路），上述道路定線較為彎繞且路幅狹窄，使用上不甚便利。而玉長公路直接服務玉里地區，且全線均為雙向雙車道配置並經過安通溫泉，預期可帶動玉里、長濱兩地的進一步發展，亦可作為連串玉山國家公園、花東縱谷及花東海岸之幹線。

## 歷史沿革
日本殖民統治時期，日人已有興闢安通至長濱公路之構想，稱為安通越嶺古道，因經費缺乏未能實現，戰後國民政府僅將安通至溫泉路段拓寬改善。1998年玉長公路才正式開工。又台30線自山風至玉里路段為新中橫公路玉里玉山線（原台18線東段）計畫優先興建路段，並於1985年通車。後新中橫玉里玉山線計畫因故停止，台18線分為東西兩路段無法互通。2006年10月16日行政院公告註銷原台18線橫越玉山國家公園之計劃路線，並將東段合併玉長公路，於2007年1月9日公告納編為台30線。玉長公路已於2007年6月16日全線通車。
台30線玉里以西路段曾為新中橫公路計畫興建一部分，隸屬於玉里玉山線，又稱為玉里玉山段，西起於東埔山埡口（今塔塔加），東迄於玉里。起初，計畫全長102.7公里，利用既有道路7.1公里改善，其餘95.6公里路段則需要新闢；經變更後，全長為122公里，利用既有道路7.2公里改善，其餘114.8公里路段則需要新闢。全線橫跨於南投縣信義鄉、高雄市桃源區、花蓮縣卓溪鄉以及花蓮縣玉里鎮。原計畫於東埔山埡口與嘉義玉山線（今台18線西段）、水里玉山線（今台21線）交會，因玉里玉山線自玉里向西興建至14.6公里處便終止，使得東埔山埡口僅嘉義玉山線、水里玉山線交會，東埔山埡口現今改稱塔塔加。玉里玉山線在省道系統中，與嘉義玉山線同被編入台18線，後來為配合玉長公路的通車，公路總局將台18線玉里至山風之路段納入台30線。

## 行經行政區域
| 花蓮縣  | 卓溪鄉 | 山風           | 0.000  | 八通關古道        | 公路起點   |
| 花蓮縣  | 卓溪鄉 | －             |        |                   |            |
| 花蓮縣  | 卓溪鄉 | 鹿鳴           | －     | （地區道路）      |            |
| 花蓮縣  | 卓溪鄉 | －             |        |                   |            |
| 花蓮縣  | 卓溪鄉 | －             |        |                   |            |
| 花蓮縣  | 卓溪鄉 | －             |        |                   |            |
| 花蓮縣  | 卓溪鄉 | 南安           | 5.602  | （地區道路）      |            |
| 花蓮縣  | 卓溪鄉 | －             |        |                   |            |
| 花蓮縣  | 卓溪鄉 | 卓樂           | 7.405  | （地區道路）      |            |
| 花蓮縣  | 玉里鎮 | 長良           | －     | 花73線            | 起點       |
| 花蓮縣  | 玉里鎮 | 源城           | －     | 花71線            | 終點       |
| 花蓮縣  | 玉里鎮 | 客城           | 11.002 | 花75線            | 起點       |
| 花蓮縣  | 玉里鎮 | －             |        |                   |            |
| 花蓮縣  | 玉里鎮 | 玉里市區       | 15.026 | 台9線             | 與共線終點 |
| 花蓮縣  | 玉里鎮 | －             |        |                   |            |
| 花蓮縣  | 玉里鎮 | 新民           | －     | 縣道193號 · 台9線 | 終點       |
| 花蓮縣  | 玉里鎮 | －             |        |                   |            |
| 花蓮縣  | 玉里鎮 | －             |        |                   |            |
| 花蓮縣  | 玉里鎮 | 樂合           | －     | 台9線             |            |
| 花蓮縣  | 玉里鎮 | 南通           | －     | 台9線             |            |
| 花蓮縣  | －     |                |        |                   |            |
| 花蓮縣  | 富里鄉 | 安通           | 20.035 | 台9線             | 與共線終點 |
| 花蓮縣  | －     |                |        |                   |            |
| 花蓮縣  | 玉里鎮 | 安通           | －     | （地區道路）      |            |
| 花蓮縣  | －     |                |        |                   |            |
| 花蓮縣  | 富里鄉 | 沒有主要交會點 |        |                   |            |
| 花蓮縣  | －     |                |        |                   |            |
| 花蓮縣  | 玉里鎮 | 沒有主要交會點 |        |                   |            |
| 花蓮縣  | －     |                |        |                   |            |
| 花蓮縣  | 富里鄉 | 吳江           | －     | （地區道路）      |            |
| 花蓮縣  | 富里鄉 | 吳江           | －     |                   |            |
| 花蓮縣  | 富里鄉 | 吳江           | －     | （地區道路）      |            |
| － 隧道 |        |                |        |                   |            |
| 臺東縣  | 長濱鄉 | 僅那鹿角       | 35.433 | 台11線            | 公路終點   |
| 共線    |        |                |        |                   |            |

## 里程表
臺30線
| 縣市                     | 鄉鎮   | 里程數(km) |
| ------------------------ | ------ | ---------- |
| 花蓮縣                   | 全區   | 27.4       |
| 花蓮縣                   | 卓溪鄉 | 7.9        |
| 花蓮縣                   | 玉里鎮 | 11.7       |
| 花蓮縣                   | 富里鄉 | 7.8        |
| 臺東縣                   | 全區   | 8.1        |
| 臺東縣                   | 長濱鄉 | 8.1        |
| 資料來源：Google地圖精算 |        |            |

## 沿線路名
- 仁愛路一段
- 大同路
- 忠孝路

## 沿線設施與景點
- 八通關古道
- 花蓮縣卓溪鄉卓樂國民小學
- 花蓮縣玉里鎮中城國民小學
- 安通溫泉
- 安通越嶺古道

## 相關資訊
| 隧道名稱 | 長度      | 竣工日期      |
| -------- | --------- | ------------- |
| 玉長隧道 | 2,660公尺 | 2007年6月16日 |

- 興建單位：交通部公路局
- 維護單位：交通部公路局
- 管理單位：花蓮縣政府警察局、臺東縣政府警察局

## 備註
1. ↑  本路與台11甲線、花64線、台23線被單車客普遍稱為「花東四小橫」或「花東四橫」[2]，另有花38-1線及花46線為穿越海岸山脈之道路。

## 來源
1. ↑  . 萌芽悠遊網. 2014-08-22  [2017-02-25]. （原始内容存档于2020-12-02）.
2. ↑  . 運動筆記. 2022-07-20  [2024-08-19]. （原始内容存档于2024-08-19）.